# Guillaume Hoorickx
Guillaume Hoorickx, även William Hoorickx eller Bill Orix, född 12 april 1900 i Antwerpen, död 31 oktober 1983 i Paris, var en belgisk ishockeyspelare. Hoorickx var med i det belgiska ishockeylandslaget som kom på femte plats i de Olympiska vinterspelen 1928 i Sankt Moritz.